# 久万高原町立美川中学校
久万高原町立美川中学校（くまこうげんちょうりつ みかわちゅうがっこう）は、愛媛県上浮穴郡久万高原町にある公立中学校。

## 概要
久万高原町内では、市町村合併により久万高原町が成立する以前から中学校の統合が進んだ結果、旧町村ごとに1校となり、2009年に久万高原町立面河中学校を本校に統合したため、中学校は町内で合計3校となっている。美川中学校は旧美川村立美川中学校が、久万高原町の成立とともに久万高原町立となった。生徒数40名（2009年）と、久万高原町内では最大の久万高原町立久万中学校に次ぐ2番目の規模とはいえ、へき地1級の中学校である。2010年度の学級数4、生徒数42名、職員数14。山間の小規模な中学校となっている。
校章は、美しい緑の山懐に抱かれた中学校であることから、「美」の字をバックに、「中」の下に三本の線で「川」を表している。

## アクセス
名勝　御三戸近くの山腹を切り開いて作られており、国道33号から少し入った位置にある。

## 沿革
かつて上浮穴郡旧美川村内には、いずれも村立の仕七川中学校、黒藤川中学校、美川中央中学校の3校の中学校があった。生徒数は林業景気の華やかであった昭和30年代半ばをピークとして減少を続け、1974年（昭和49年）には村内3校の統合の声が上がったが、諸般の事情により実現しなかった。
その後も少子化、過疎化による生徒数の減少は止まらず、1984年（昭和59年）には再び統合の声が上がり、この時は村行政も説明会等を行うなど、統合中学校実現に向けて村民の合意を得る努力をし、3校の統合に至った。最終年度となった1985年度の仕七川中学校の生徒数43名、黒藤川中学校25名、美川中学校55名であった。
1986年（昭和61年）3月に寄宿舎「若竹寮」を併設した校舎が上黒岩の山腹に落成、1986年度（昭和61年度）から美川村立美川中学校となった。1986年度の生徒数は112名。
その後も、少子化、過疎化は止まるところを見せず、生徒数は減少を続けた。
2004年（平成16年）8月1日、上浮穴郡内の町村合併（小田町を除く）により久万高原町が成立したことに伴い、久万高原町立美川中学校となる。
2009年（平成21年）4月1日、久万高原町立面河中学校を統合、現在に至る。

## 校訓
自主　協同　創造